# Natanael Beskow

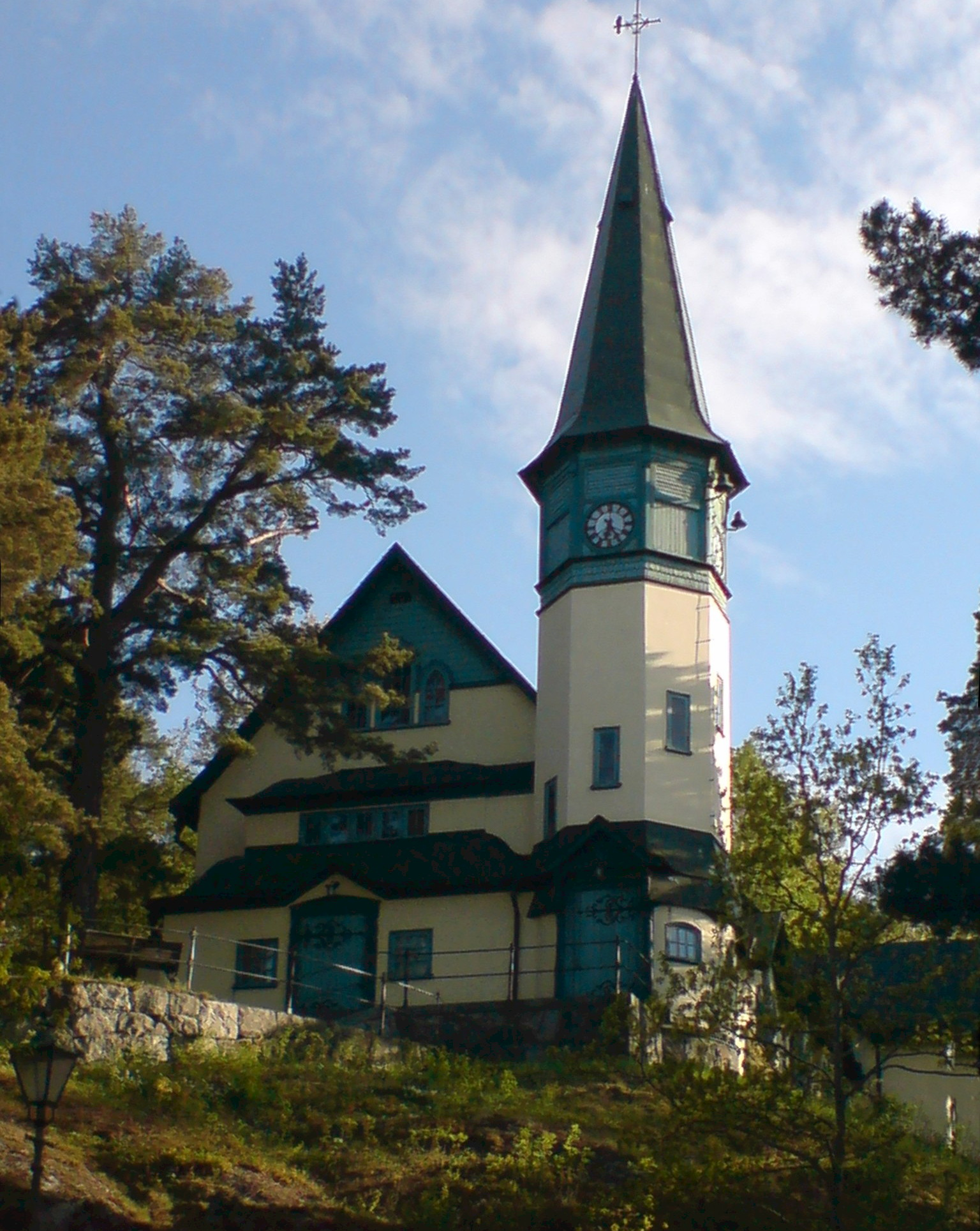
Natanael Beskow var predikant i Djursholms kapell och står även bakom en del av kapellets inre utsmyckning. En av gatorna intill kapellet heter numera Natanael Beskows väg.

Fredrik Natanael Beskow, född 9 mars 1865 på Rispetorps gård i Hallingebergs socken, Småland, död 8 oktober 1953 i Danderyd, Stockholms län, var en svensk predikant, författare, konstnär och rektor. Han var son till kyrkoherden Fritz Beskow och Lotten Dahl samt brorson till Gustaf Emanuel Beskow, Stockholm stadsmissions förste föreståndare, och svåger till Kina-missionären Erik Folke. År 1897 gifte han sig med Elsa Maartman och fick sex söner, bland andra konstnären och författaren Bo Beskow, undervisningsrådet Börje Beskow och professor Gunnar Beskow. Beskow ligger begraven på Djursholms begravningsplats.

## Biografi
Beskow, som gick i Beskowska skolan i Stockholm, blev student 1883 och avlade teologisk-filosofisk examen år 1884. Han studerade vid Konsthögskolan i Stockholm mellan åren 1888 och 1892 och arbetade som konstnär, men tog även praktisk teologisk examen 1895 och blev 1896 predikant i Djursholm. Eftersom han inte helhjärtat kunde stämma in i kyrkans bekännelse, lät han aldrig prästviga sig, men kom dock att fortsätta som regelbunden predikant i Djursholms kapell. Han var rektor vid Djursholms samskola 1897–1909 och grundade 1912 tillsammans med Ebba Pauli Sveriges första s.k. hemgård, Birkagården, vars föreståndare han var 1912–1946. Han var rektor för Birkagårdens folkhögskola 1916–1930. Beskow blev teologie hedersdoktor vid Lunds universitet 1918 och åren 1918-1943 var han ordförande i Förbundet för Kristet Samhällsliv som han grundade. Beskow anlitades mycket som förhandlingsledare; han var som sådan framstående. Han engagerade sig mycket i frågan om kvinnors rösträtt.
Han var radikalpacifist och nominerades till Nobels fredspris 1947, men erhöll det ej.
Han var en uppskattad predikant och gav ut många predikosamlingar. Även som psalmdiktare gjorde Beskow en uppmärksammad insats. Dels som ordförande i den kommitté som ställde samman Missionssånger (sångbok utgiven av Studentmissionsföreningen i Uppsala 1887), dels och framför allt som ledamot av psalmbokskommittéerna 1919 samt 1934–1936. Beskow var ofta anlitad gästföreläsare vid Kvinnliga Medborgarskolan i Fogelstad. Han var en av de svenska författare som under sin samtid skrev om armeniernas situation i det osmanska riket och om det armeniska folkmordet under första världskriget. Som konstnär är han representerad vid Kalmar konstmuseum och Alingsås museum.

## Psalmer (urval)
Natanael Beskow finns representerad i 1986 års psalmbok med originaltexter till sju verk (nr 26, 92, 95, 162, 314, 380 och 508) och med bearbetningar av fem verk (nr 79, 191, 195, 427, 634) därtill har han förekommit i de båda tidigare psalmböckerna för svenska kyrkan (1921 och 1937) och i frikyrkliga såsom Psalmer & Sånger 1987 och Lova Herren 1988. 
Texterna blev fria för publicering år 2023.
- Ack saliga dag, som i hoppet vi bidar i 1986 års psalmbok som nr 314, skriven 1887
- Den dag du gav oss, Gud, är gången i Herren Lever 1977 som nr 885 samt 1986 års psalmbok som nr 191 bearbetad 1936 från Johan Alfred Eklunds översättning
- Ditt verk är stort, men jag är svag i 1986 års psalmbok som nr 95 skriven 1885
- Du härlige som gick på jorden i Psalmer och Sånger 1987 som nr 671
- En dag skall uppgå för vår syn i 1986 års psalmbok som nr 634 Växelsångens körsekvenser översatta 1920
- Fader, du som livet tänder i 1986 års psalmbok som nr 380 skriven 1919
- Gud är din Fader, tro honom blott i Psalmer och Sånger 1987 som nr 622
- Gud är mitt ibland oss i 1986 års psalmbok som nr 79 bearbetad 1934
- Kärlek av höjden i 1986 års psalmbok som nr 92 skriven 1885
- Liv av liv i Psalmer och Sånger 1987 som nr 681
- Nu kommer kväll med vilans bud i 1986 års psalmbok som nr 508 skriven 1922
- O Gud, vår hjälp i gångna år i 1986 års psalmbok som nr 195 översatt Isaac Watts text 1934
- Ringen, I klockor i 1986 års psalmbok som nr 427 bearbetad 1936 från Emilia Ahnfelt-Laurin, samt ändrad till Ring, alla klockor i Psalmer och Sånger 1987 som nr 493
- Som sol om våren stiger i 1986 års psalmbok som nr 162 skriven 1919
- Tränger i dolda djupen ner i 1986 års psalmbok som nr 26 skriven 1919
- Vad är all lust på jorden i Svenska Missionsförbundets sångbok 1920 som nr 563 och Lova Herren 1988 som nr 747
- Väldigt går ett rop över land, över hav i Svenska Missionsförbundets sångbok 1920 som nr 603 och Nya psalmer 1921 som nr 543

## Skrifter (urval)
- Predikningar, 1901;
- Till de unga, 1904, femte upplagan 1920;
- För det dagliga livet, två delar 1904-1906;
- Det kristna livet, 1908
- Ett är nödvändigt, 1913
- Enhet i mångfald, 1916
- Predikningar och föredrag i Birkagården 17-18, 1918
- Fader vår, 1919
- Predikningar 1919-1920, 1920
- På salighetens berg, 1921
- Ett martyrfolk i det tjugonde århundradet (Om armeniska folkmordet), 1921
- Jesu liknelser, 1922
- Evigheten och ögonblicket, 1924
- Kristus och människan, 1926
- I Palestina och Syrien, 1926
- Predikningar 1925-1926, 1926
- Sanningens väg, 1929
- Inför Människosonen, 1930
- Arbetarrörelsens bildningsideal, 1930
- Guds rike, 1931
- Evigt liv, 1932
- Armeniska flyktingar av idag, 1936
- Nutidsmänniskan och religionen, 1935
- I passionstiden, 1937
- Den kristna människan i världskrisen, 1937
- Vägen, 1939
- Är kristendomen räddningen?, 1939
- Han som kommer, 1940
- Ljuset lyser i mörkret, 1942
- Den heliga striden, 1943
- Kristet samhällsliv - idé och handlingsprogram, 1943
- »... så ock på jorden», 1944
- Psalmer och andra dikter, 1944
- Kunskapsbildning och själsbildning, 1947 (särtryck av artikel införd i tidskriften Studiekamraten).
- Gudomligt och mänskligt, 1950
- Tillkomme ditt rike, 1952
- En dag har börjat, 1954